# Antennaria pulcherrima
Antennaria pulcherrima là một loài thực vật có hoa trong họ Cúc. Loài này được (Hook.) Greene mô tả khoa học đầu tiên năm 1897.